# Шамбре ле Тур
Шамбре ле Тур (фр. Chambray-lès-Tours) насеље је и општина у централној Француској у региону Центар (регион), у департману Ендр и Лоара која припада префектури Tours.
По подацима из 2006. године у општини је живело 10 536 становника, а густина насељености је износила 543,1 становника/km². Општина се простире на површини од 19,4 km². Налази се на средњој надморској висини од 93 метара (максималној 96 m, а минималној 64 m).

## Демографија
| 1962. | 1968. | 1975. | 1982. | 1990. | 1999.  |
| ----- | ----- | ----- | ----- | ----- | ------ |
| 1.810 | 3.126 | 5.644 | 7.357 | 8.190 | 10.275 |

График промене броја становника у току последњих година